# Кошлаково
Кошлако́во — село в Шебекинском районе Белгородской области России, входит в состав Чураевского сельского поселения.
Через Кошлаково протекает река Корень, приток реки Нежеголь.

## История
Село впервые упоминается в писцовых книгах 1626 года. По легенде получило имя в честь стрельца Кошлакова. После церковного раскола XVII века жители села стали старообрядцами-беспоповцами.
В 1860-е годы в селе открылся женский монастырь. А в 1903 году начали строить и в 1905 году освятили староверческий храм Святителя Николая Угодника. В храме в 1907 году проходил Собор старообрядцев-поморов со всей Российской империи.

## Население
| 1858 | 1885 | 1890 | 2002 | 2007 | 2010 |
| ---- | ---- | ---- | ---- | ---- | ---- |
| 303  | ↗908 | ↗968 | ↘646 | ↘626 | ↗682 |